# Rzecznik Małych i Średnich Przedsiębiorców

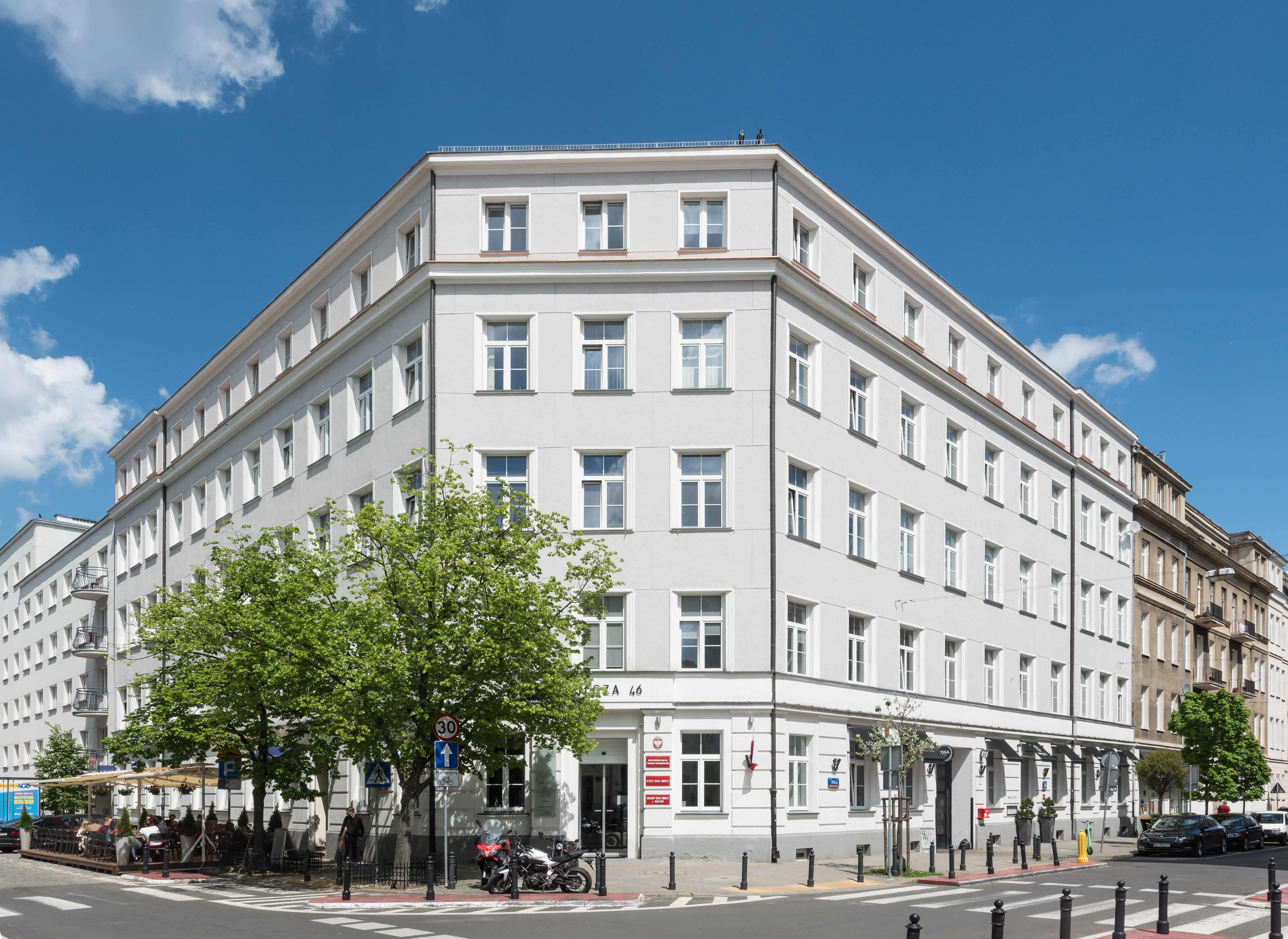
Siedziba Biura Rzecznika Małych i Średnich Przedsiębiorców przy ul. Wilczej 46 w Warszawie

Rzecznik Małych i Średnich Przedsiębiorców (RMŚP) – jednoosobowy organ zajmujący się ochroną interesów mikro, małych oraz średnich przedsiębiorców. Działalność Rzecznika reguluje ustawa z dnia 6 marca 2018 r. o Rzeczniku Małych i Średnich Przedsiębiorców (Dz.U. z 2023 r. poz. 1668). Rzecznik ma kompetencje do działania tylko w sprawach pomiędzy przedsiębiorcą a urzędem, samorządem bądź instytucją państwową. Nie ma uprawnień do działania w sporach pomiędzy przedsiębiorcami.
Rzecznik wykonuje swoje zadania przy pomocy Biura Rzecznika Małych i Średnich Przedsiębiorców. Siedziba biura znajduje się przy ul. Wilczej 46 w Warszawie. Ponadto w Białymstoku (ul. Ciepła 1), Gdańsku (ul. Żabi Kruk 16), Krakowie (ul. Kanonicza 11) i Poznaniu (ul. Wielka 20) mieszczą się terenowe biura Rzecznika.
Rzecznik Małych i Średnich Przedsiębiorców powoływany jest na 6-letnią kadencję przez Prezesa Rady Ministrów na wniosek ministra właściwego do spraw gospodarki.

## Struktura urzędu
Statutowymi jednostkami organizacyjnymi Biura Rzecznika Małych i Średnich Przedsiębiorców są:
1. Gabinet Rzecznika
2. Wydział Wstępnej Analizy Wniosków
3. Wydział Interwencyjno-Procesowy
4. Wydział Prawno-Legislacyjny
5. Wydział Administracyjno-Finansowy.

Równolegle w skład Biura wchodzą oddziały terenowe:
1. Oddział Terenowy z siedzibą w Białymstoku – obejmujący województwa podlaskie i warmińsko-mazurskie
2. Oddział Terenowy z siedzibą w Gdańsku – obejmujący województwa kujawsko-pomorskie, pomorskie i zachodniopomorskie
3. Oddział Terenowy z siedzibą w Krakowie – obejmujący województwa małopolskie, podkarpackie, śląskie i świętokrzyskie
4. Oddział Terenowy z siedzibą w Poznaniu – obejmujący województwa dolnośląskie, lubuskie, opolskie i wielkopolskie.

## Osoby pełniące funkcję Rzecznika Małych i Średnich Przedsiębiorców
- Agnieszka Majewska od 25 czerwca 2024[2]
- Adam Abramowicz od 22 czerwca 2018[3] do 25 czerwca 2024

## Osoby pełniące funkcję zastępcy Rzecznika Małych i Średnich Przedsiębiorców
- Mariusz Filipek od 2 września 2024[4]
- Marek Woch od 18 stycznia 2023 do czerwca 2024[5]
- Jacek Cieplak od 20 września 2018 do grudnia 2021[6]

## Kontrowersje związane z działalnością biura

### Zarzuty stosowania mobbingu w biurze Rzecznika Małych i Średnich Przedsiębiorców
Gazeta Prawna 19 stycznia 2023 roku po raz pierwszy poinformowała o zarzutach pracowników w stosunku do Marka Wocha o poniżanie, wyzwiska i stosowanie mobbingu. Niezależne śledztwa dziennikarskie, potwierdzające ustalenia Gazety Prawnej przedstawiły Rzeczpospolita i TOKFM. Rzecznik Adam Abramowicz zaprzeczył zarzutom stawianym Markowi Wochowi, jednocześnie obwinił ofiary mobbingu o stosowanie stafingu. Nie zarządzono także wewnętrznego postępowania wyjaśniającego w tej sprawie.

### Wyniki kontroli Państwowej Inspekcji Pracy
W związku ze skargami pracowników w Biurze Rzecznika Małych i Średnich Przedsiębiorców przeprowadziła kontrolę Państwowa Inspekcja Pracy. Z protokołu kontroli wynika między innymi, że aż 15% pracowników doświadczyło reagowania na ich wypowiedzi krzykiem lub wyzwiskami, a 9% miało spotykać się z groźbami, 15% pracowników wskazało na dyskryminację, a aż 21% wskazało na pogorszenie się ich samopoczucia psychicznego w związku z praca w biurze, 11% pracowników zgłaszało pracodawcy takie zjawiska jak mobbing i dyskryminacja w biurze. PIP nałożyła na Biuro Rzecznika Małych i Średnich przedsiębiorców mandat karny za naruszanie przepisów prawa pracy. Między innymi za naruszanie przepisów o czasie pracy, wypłacanie wynagrodzeń z opóźnieniem lub w niepełnej wysokości, nieudzielanie przysługującego urlopu lub bezpodstawne zaniżanie jego wymiaru.

### Zarzuty wykorzystywania mienia Biura Rzecznika Małych i Średnich Przedsiębiorców do prywatnych celów
Pracownicy Biura Rzecznika Małych i Średnich Przedsiębiorców mieli z polecenia Marka Wocha w godzinach pracy zajmować się zbieraniem podpisów w prywatnej inicjatywie politycznej tzw. dobrowolnym ZUS.

### Nieprawidłowości w Biurze Rzecznika Małych i Średnich Przedsiębiorców wskazane w protokole kontroli Najwyższej Izby Kontroli
NIK wskazał na nieprawidłowe łączenie przez Marka Wocha funkcji Dyrektora Generalnego z funkcjami koordynatorów dwóch wydziałów, co stanowiło też uzasadnienie dla wypłacania mu dodatku specjalnego, który na dzień 28 kwietnia 2022 r. stanowił 79,5% wynagrodzenia zasadniczego. NIK nie podzielił nadto również opinii Rzecznika co do sposobu postrzegania ww. stanu jako stanowiącego oszczędności dla budżetu państwa. NIK zwróciła uwagę, że w wyniku powierzenia Markowi Wochowi Dyrektorowi Generalnemu Biura Rzecznika jednocześnie funkcji koordynatora w Wydziale Prawno-Legislacyjnym i Wydziale Administracyjno-Finansowym, nie zapewniono skutecznej i efektywnej kontroli zarządczej.

## Budżet
Wydatki Rzecznika Małych i Średnich Przedsiębiorców są realizowane w części 20 budżetu państwa (Gospodarka).